# The Secret Circle (televisieserie)
The Secret Circle (vrij vertaald: De Geheime Cirkel) is een Amerikaanse televisieserie uitgezonden op The CW Television Network. De serie is gebaseerd op de gelijknamige boekenreeks van de auteur L.J. Smith en gaat over zes tienerheksen die samen een geheime kring vormen.
De serie werd ontwikkeld door Andrew Miller en werd opgepikt op 17 mei 2011, door The CW. Op 12 oktober 2011 bestelde The CW een volledige 22-afleveringenseizoen van de serie.
Op 11 mei 2012 annuleerde The CW de serie. De kijkcijferdaling in de tweede helft van het seizoen en de dure kosten van speciale effecten  en dramatische locaties werden genoemd als redenen voor de annulering van de show. De show is nu te zien op Netflix en op het Chiller kanaal in de Verenigde Staten. Anno maart 2015 begon VIJF met het uitzenden van de serie.

## Samenvatting
Na de dood van haar moeder verhuist Cassie Blake (Britt Robertson) naar Chance Harbor, Washington, om daar te leven met haar grootmoeder. Haar pogingen om zich aan te passen aan de nieuwe stad worden een halt toegeroepen als vijf van haar klasgenoten, Adam Conant (Thomas Dekker), Diana Meade (Shelley Hennig), Faye Chamberlain (Phoebe Tonkin), Melissa Glaser (Jessica Parker Kennedy), en Nick Armstrong (Louis Hunter), bekendmaken aan Cassie dat ze uit een lange lijn van heksen komt en het laatste lid van hun coven vormt. Met haar zijn ze in staat om de volle omvang van hun mogelijkheden te verkrijgen. Aanvankelijk weigert Cassie te geloven dat ze een heks is, zelfs nadat Adam haar helpt om haar krachten te ontgrendelen. Het is pas nadat ze een oud in-leer-gebonden boek met spreuken vindt dat Cassie haar macht begint te accepteren. Dit boek is van haar moeder Amelia geweest. In het boek zit een brief van Amelia aan Cassie waarin staat dat ze hun echte familiegeschiedenis en haar bevoegdheden geheim heeft gehouden om haar en Cassie veilig te houden. Want, zoals de Cirkel al snel ontdekt, hun magische bevoegdheden trekken duistere en gevaarlijke krachten aan die voortdurend de Cirkel in gevaar brengen.

## Rolverdeling

### Leden van de Cirkel
- Cassie Blake (gespeeld door Britt Robertson) is een nieuwe heks, die sinds de dood van haar moeder Amelia in de stad Chance Harbor, Washington woont. Terwijl Cassie aanvankelijk een hekel heeft aan het idee van een heks te zijn, begint ze later haar lot en haar familiale erfgoed van magie te accepteren. De kant van haar moeder gaat helemaal terug naar het begin van hekserij, terwijl haar vader, John Blackwell, uit een lange lijn van duistere heksen komt. Ze is Diana's oudere halfzus via John Blackwell.
- Adam Conant (gespeeld door Thomas Dekker) is een geboren heks en een van de twee mannelijke leden van de Cirkel. Adam wordt onmiddellijk aangetrokken tot Cassie Blake, ondanks zijn relatie met Diana Meade. Het is Adam die Cassie helpt  haar krachten te ontgrendelen en moedigt haar aan om zich bij de Cirkel aan te sluiten. De aantrekkingskracht die hij en Cassie delen veroorzaakt een spanning in zijn relatie met Diana.
- Faye Chamberlain (gespeeld door Phoebe Tonkin) is een excentrieke en vrijgevochten heks die haar krachten roekeloos en zelfzuchtig gebruikt. Faye gaat vaak onbezonnen en onverantwoordelijk de uitdaging aan met gezag. Haar beste vriendin is Melissa Glaser. Ze gelooft niet dat Diana Meade het verdient om de leider van de cirkel te zijn en heeft negatieve gevoelens tegenover Diana omdat Diana haar families Boek der Schaduwen heeft gevonden terwijl Faye dat niet heeft kunnen vinden.
- Diana Meade (gespeeld door Shelley Hennig) is een heks en de verantwoordelijke, maar strenge leider van de Cirkel. Diana is goede vrienden met Cassie Blake, ondanks de aantrekkingskracht tussen Cassie en Diana's langdurige vriend, Adam Conant. Diana is het eerste lid van de Cirkel die haar krachten ontdekte en, sinds de start van de serie, het enige lid die haar families Boek der Schaduwen heeft gevonden voordat Cassie een andere vond. Ze is ook Cassie's jongere halfzus door hun vader, John Blackwell. Ze heeft ook duistere magie en Balcoin bloed.
- Melissa Glaser (gespeeld door Jessica Parker Kennedy) is de vierde vrouwelijke heks van de Cirkel. Ze is de beste vriendin van Faye Chamberlain en de ex-vriendin van Nick Armstrong. In tegenstelling tot haar mede-Cirkelleden is Melissa rustiger en houdt veel voor zichzelf, maar zij is verantwoordelijk en loyaal aan de Cirkel.
- Nick Armstrong (gespeeld door Louis Hunter; hoofdrol: afleveringen 1-5, terugkerende rol: afleveringen 20-21) is het tweede mannelijk lid van de Circle. Voorafgaand aan de start van de show ontwikkelden Melissa Glaser en hij een seksuele relatie. Hij toonde terughoudendheid om het wat over meer te maken dan alleen maar over seks. Na te zijn bedreigd door Faye Chamberlain, echter, begon hij Melissa vriendelijker te behandelen en hun relatie verdiepte. Nick sterft in de 5e aflevering.
- Jake Armstrong (gespeeld door Chris Zylka; gastacteur afleveringen 6-13, hoofdrol: afleveringen 14-22) is Nicks oudere broer. Hij werkte voor een groep van heksenjagers, denkend dat hekserij verantwoordelijk was voor de dood van zijn familie. Nadien ontdekte hij dat zijn familie dood was door de heksenjagers. Hij heeft een seksuele relatie met Faye Chamberlain doorheen de reeks.

### Anderen
- Charles Meade (gespeeld door Gale Harold) is Diana's vader en lid van de vorige generatie van de Cirkel. Naar aanleiding van de brand in het Boat Yard, zijn Charles 'krachten weggenomen van hem net zoals bij de andere overlevende leden van zijn Cirkel. In aflevering 1, doodt hij Cassie's moeder met magie. Deze magie kreeg hij van een kristal.
- Jane Blake (gespeeld door Ashley Crow) is de grootmoeder van Cassie Blake en de moeder van Amelia. Terwijl ze in eerste instantie doet alsof ze niet weet over de nieuwe Cirkel, beseft Cassie uiteindelijk dat ze haar hulp nodig hebben en vertelt haar de waarheid. Ze kan de Cirkel een paar keer helpen totdat er een amnesiaspreuk op haar wordt gedaan. Cassie helpt haar dan door haar in een verzorgingstehuis te stoppen. Wanneer ze uiteindelijk weer terug thuiskomt en probeert John Blackwell te vermoorden, wordt ze getroffen door haar eigen spreuk. Ze sterft dus in de 19de aflevering.
- Dawn Chamberlain (gespeeld door Natasha Henstridge) is Faye Chamberlains moeder, de directrice van Chance Harbor High School, en een lid van de vorige generatie van de Cirkel. Ondanks dat Charles en zij fungeren als een team, is zij de leider en de meer wraakzuchtige van de twee. Als ze kan, laat ze Charles het vuile werk doen zoals de moord op Amelia Blake.
- Ethan Conant (gespeeld door Adam Harrington) is Adams vader en lid van de vorige generatie van de Cirkel. Ethan had gevoelens voor Cassies moeder maar zij hield van John Blackwell. Dus Ethan trouwde met Catherine en zij kregen een zoon, Adam Conant. Bij de brand in het Boat Yard, gaf hij Eben krachten om John Blackwell te doden. Ethan wist echter niet dat Eben van plan was om ook heksen, Catherine inbegrepen, te doden. Na dit voorval werd Ethan een alcoholist.
- Grant (gespeeld door Tim Phillipps) is Diana's liefdesinteresse later in het seizoen. Hij is een Australiër die beweert een eigen boot te hebben. Pas later ontdekken we dat hij alleen wérkt op een boot, als onderdeel van de bemanning.
- Lee Labeque (gespeeld door Grey Damon) is een voodoo beoefenaar, ex-vriend van Eva en ex-vriend van Faye. Hij werd vermoord door Eva toen hij haar vertelde dat hij verliefd was op Faye.

## Afleveringen
| Afleveringnummer | Titel     | Regisseur       | Schrijver(s)                      | Uitzenddatum      | Uitzenddatum     |  |
| --- | --------- | --------------- | --------------------------------- | ----------------- | ---------------- |  |
| 1 | Pilot     | Liz Friedlander | Andrew Miller en Kevin Williamson | 15 september 2011 | 22 maart 2015    |  |
| Na een plotselinge tragedie verhuist Cassie Blake naar haar Chance Harbor, Washington om bij haar grootmoeder te wonen. Chance Harbor is het stadje waar Cassie's moeder vroeger woonde. Cassie leert al snel van enkele klasgenoten dat er zaken uit het verleden zijn die zij niet weet. Zoals het feit dat zij en haar nieuwe vrienden allemaal heksen zijn. Haar nieuwe klasgenoten willen dat Cassie zich aan de nieuwe generatie van de Geheime Cirkel voegt: Cassie is immers een afstammeling van een van de heksenlijnen in het stadje, net zoals enkele klasgenoten. Wanneer Cassie haar nieuwe krachten begint te ontluiken, ontdekt ze een duistere kant aan haar nieuwe mogelijkheden en realiseert ze zich dat haar nieuwe bestemming gepaard gaat met gevaar. |           |                 |                                   |                   |                  |  |
| 2 | Bound     | Liz Friedlander | Andrew Miller en Kevin Williamson | 22 september 2011 | 29 maart 2015    |  |
| In een poging om zich te distantiëren van de Cirkel en een normaal tienerleven op te bouwen in Chance Harbor, geraakt Cassie bevriend met Sally Matthews, een niet-heks. Bezorgd dat hun krachten uit de hand aan het lopen, oefent Diana druk uit op iedereen om de Cirkel te binden. Faye is echter blij met de toename van haar krachten en weigert deel te nemen, terwijl Melissa flirt met Nick, ondanks de waarschuwingen van Faye. Ondertussen vecht Adam tegen zijn groeiende gevoelens voor Cassie, maar de omstandigheden blijven de twee naar elkaar drijven waardoor Cassie een beslissing moet nemen. |           |                 |                                   |                   |                  |  |
| 3 | Loner     | Colin Bucksey   | Richard Hatem                     | 29 september 2011 | 5 april 2015     |  |
| Een knappe jongen genaamd Luke vraagt Cassie uit naar het schoolfeest. Nadat ze ziet dat Adam en Diana tijd doorbrengen met elkaar, accepteert Cassie zijn aanbod. In de tussentijd ziet Melissa het feest als een kans om dichter bij Nick te komen. Faye heeft echter geen plannen om ernaartoe te gaan en blijft gefocust zoeken naar een manier om haar krachten te controleren. Dawn ontdekt dat een man uit hun verleden - een intense man genaamd Zachary - in het stadje is met vragen over Cassie en de Cirkel, dus vraagt ze Charles om een oogje in het zeil te houden. |           |                 |                                   |                   |                  |  |
| 4 | Heather   | David Barrett   | David Ehrman                      | 6 oktober 2011    | 12 april 2015    |  |
| Cassie zoekt een oude vriend van haar moeder genaamd Heather Barnes op en ontdekt dat ze catatonisch is sinds de nacht van de brand zestien jaar geleden. Worstelend met een schuldgevoel dat haar moeder en haar Cirkel er iets mee te maken hebben gehad, vertelt Cassie aan Diana dat ze haar magie wil gebruiken om Heather te helpen. Diana weigert te helpen, maar Faye is meer dan blij om een spreuk te doen - tegen een prijs natuurlijk. |           |                 |                                   |                   |                  |  |
| 5 | Slither   | Liz Friedlander | Dana Baratta                      | 13 oktober 2011   | 19 april 2015    |  |
| Cassie worstelt met de geheimen die ze voor haar grootmoeder moet verbergen. Nick heeft het moeilijk wanneer Melissa een nieuwe attitude adopteert en zijn hulp inroept om haar familie's Boek der Schaduwen te vinden. Ondertussen heeft Diana nood aan wat tijd met Adam en plant een date-avond zodat ze hun relatie kunnen opkrikken. Maar alle zes leden van de Cirkel komen tezamen om een duistere kracht te verslaan die de Cirkel van binnenuit kan vernietigen. Volledig onbewust van het nieuwe gevaar dat hun kinderen omringt, gaat Dawn bij Charles aan boord om hun plannen met de Cirkel uit te diepen. |           |                 |                                   |                   |                  |  |
| 6 | Wake      | Guy Bee         | Andrea Newman                     | 20 oktober 2011   | 26 april 2015    |  |
| Wanneer Jake, een mysterieuze jongeman, opdaagt in Chance Harbor, ontdekt hij dat er veel veranderd is sinds zijn laatste bezoek. Faye, het meisje dat hij achterliet, heeft ontdekt dat ze een heks is en heeft plannen om een rekening te vereffen met de knappe kerel die haar hart brak. Om alles nog gecompliceerder te maken, stelt hij belangstelling voor de aanlokkelijke Cassie. Dit valt niet in goede aarde bij Faye en Adam. |           |                 |                                   |                   |                  |  |
| 7 | Masked    | Charles Beeson  | Michelle Lovretta                 | 27 oktober 2011   | 3 mei 2015       |  |
| Faye overhaalt Cassie om een groot Halloweenfeest te geven, omdat ze vindt dat de Cirkel een beetje plezier nodig heeft. Met de bedoeling om Jake terug te winnen, zet Faye alles op alles om een goed Halloweenkostuum te vinden. Na een ruzie met Diana, keert Adam zich tot Cassie voor advies. Ondertussen zetten enkele gevaarlijke, niet-uitgenodigde gasten hun zinnen op de Cirkel. |           |                 |                                   |                   |                  |  |
| 8 | Beneath   | John Fawcett    | Don Whitehead en Holly Henderson  | 3 november 2011   | 10 mei 2015      |  |
| Nadat ze al enkele dagen niet van haar grootmoeder heeft gehoord, wordt Cassie bezorgd en wil ze haar gaan zoeken. Diana beslist dat de hele Cirkel moet meegaan voor het geval Jane in problemen zit. Ze inviteert Jake ook, dat niet in goede aarde valt bij Adam. Een storm verandert het uitstapje in een nachtelijke excursie, dus stelt Faye een klein spel van Waarheid, Durven of Doen voor om leven in de brouwerij te brengen. Maar dan krijgen de zaken een angstaanjagende draai wanneer Faye geforceerd is om iemand uit haar verleden te confronteren. |           |                 |                                   |                   |                  |  |
| 9 | Balcoin   | Brad Turner     | Andrew Miller en Andrea Newman    | 10 november 2011  | 17 mei 2015      |  |
| Cassie en Jake zoeken informatie over haar vaderskant van de familie op, hopend om iets te ontdekken over haar heksenlijn en waarom ze nog andere krachten heeft dan de Cirkel. In de tussentijd wordt Adam beschermend over Cassie wanneer Faye onthult dat Jake iets gevaarlijks voor hen verbergt. Tezelfdertijd is Adam evenveel bezorgd wanneer Melissa's neef Holden naar het stadje komt en in Diana's belangstelling staat. Een machtsverschuiving vormt zich tussen Charles en Dawn dat hun plannen bedreigt. |           |                 |                                   |                   |                  |  |
| 10 | Darkness  | Chris Grismer   | David Ehrman                      | 5 januari 2012    | 24 mei 2015      |  |
| Cassie zoekt steun bij Adam wanneer ze een geheim over haarzelf aan het licht brengt, maar dit wil verbergen voor de Cirkel, inclusief Diana. Ondertussen is Diana opgewonden over het feit dat haar grootmoeder Kate langskomt voor een bezoekje, maar Charles is argwanend over zijn moeder's motieven nadat Kate een ongewone interesse in Cassie heeft. Tezelfdertijd werft Faye een mysterieuze vreemdeling genaamd Lee aan om haar te helpen met een spreuk die de balans in de Cirkel voor altijd kan veranderen. |           |                 |                                   |                   |                  |  |
| 11 | Fire/Ice  | Joshua Butler   | Holly Henderson en Don Whitehead  | 12 januari 2012   | 31 mei 2015      |  |
| Cassie keert zich weer tot Adam voor hulp wanneer ze haar vader's verleden begint te onderzoeken. Samenwerken wakkert een oud vlammetje aan en Adam vraagt Cassie uit voor het "Vuur en Ijs" dansfeest op school. Ethan biedt zich vrijwillig aan als chaperonne voor het dansfeest, proberend een betere vader te zijn voor Adam. Faye vraagt Lee om een spreuk te werpen dat haar individuele magie verleent, maar de spreuk heeft enkele kwalende effecten dat de Cirkel bedreigt. |           |                 |                                   |                   |                  |  |
| 12 | Witness   | Eagle Egilsson  | Dana Baratta                      | 19 januari 2012   | 7 juni 2015      |  |
| Jake keert terug naar Chance Harbor om Cassie te waarschuwen dat - tenzij ze vinden hoe haar vader dood is gegaan in de scheepswerfbrand zestien jaar geleden - ze op dezelfde wijze zal doodgaan. Hij stelt een extreem gevaarlijke methode voor om uiteindelijk aan het licht te bringen wat er gebeurde op die rampzalige dag. Maar Adam en Diana denken dat hij bijbedoelingen heeft. In een poging de ander te usurperen proberen Charles en Dawn Ethan voor hun kar te spannen als een vertrouwde vriend. Faye komt vast te zitten in een gevaarlijke situatie wanneer een van Lee's vrienden, Callum, in de winkel komt. |           |                 |                                   |                   |                  |  |
| 13 | Medaillon | Liz Friedlander | Andrew Miller en Andrea Newman    | 2 februari 2012   | 14 juni 2015     |  |
| Cassie roept de hulp in van de Cirkel wanneer ze een beangstigende waarschuwing over de terugkeer van de heksenjagers krijgt. Tezelfdertijd komen haar echte gevoelens voor Adam en Jake boven tijdens een verjaardagsfeestje dat Ethan geeft met de hulp van Diana. Ondertussen nemen Faye en Melissa hun innerlijke kracht naar het volgende niveau wanneer ze een beetje van Lee's "Duivelsgeest" gebruiken. |           |                 |                                   |                   |                  |  |
| 14 | Valentine | Dave Barrett    | Roger Grant                       | 9 februari 2012   | 21 juni 2015     |  |
| Faye en Melissa vieren Valentijnsdag door een enkel-voor-meisjes anti-Valentijnsdag slaapfeestje te geven met Cassie en Diana. De nacht krijgt een onverwachte wending wanneer Melissa wat "Duivelsgeest" aan Diana geeft. Dit zorgt ervoor dat Diana zichzelf openstelt voor Lee, die ongevraagd op het feestje komt om Faye te helpen met haar eigen kracht. Cassie zoekt de hulp van Adam en Jake nadat ze door enkele geesten van heksen wordt lastiggevallen. |           |                 |                                   |                   |                  |  |
| 15 | Return    | Brad Turner     | David Ehrman                      | 16 februari 2012  | 28 juni 2015     |  |
| Cassie is verbaasd wanneer een beruchte, kwade figuur uit haar verleden aan haar deur opdaagt. Haar verrassing verandert al snel in wantrouwen wanneer hij vraagt om het medaillon terug te geven dat zij had gevonden. Cassie stormt weg, maar wordt gevangengenomen door Eben en zijn heksenjagers. Jake biedt een ruil van zichzelf aan voor Cassie's vrijheid en wanneer Adam zich realiseert dat ze in gevaar zijn, roept hij de hulp van de Cirkel in. |           |                 |                                   |                   |                  |  |
| 16 | Lucky     | Joshua Butler   | Katie Wech                        | 15 maart 2012     | 5 juli 2015      |  |
| Cassie betrapt John Blackwell terwijl hij in het verlaten huis rondsnuffelt. Adam vertelt haar dat Blackwell naar een apparaat zocht dat de krachten van heksen kan leegzuigen en dus terug zijn verschikkelijke zelf is. Faye verschijnt bij Lee's huis om hem uit te nodigen voor de inzamelingsactie van de school, maar ziet er vanaf wanneer ze Eva ontmoet. Die zegt immers dat ze Lee's vriendin is. Ondertussen moedigt Melissa Diana aan om met Grant uit te gaan. |           |                 |                                   |                   |                  |  |
| 17 | Curse     | John Fawcett    | Don Whitehead en Holly Henderson  | 22 maart 2012     | 12 juli 2015     |  |
| Blackwell waarschuwt Cassie en Adam dat hun liefde misschien wel tot het lot behoort, maar dat het ook een vloek is. He stelt voor dat ze Jane gaan bezoeken om erachter te komen of er een spreuk is die hen kan helpen. Jane waarschuwt Cassie dat iemand in hun Cirkel zal doodgaan als de vloek is ontwaakt. Ondertussen begint Eva Faye te stalken en Charles doet zijn volgende zet tegen Blackwell. |           |                 |                                   |                   |                  |  |
| 18 | Sacrifice | Nick Copus      | David Ehrman                      | 29 maart 2012     | 19 juli 2015     |  |
| Jake krijgt een verrassingsbezoekje van een oude kennis met de naam Samuel, een heksenjager, die een bericht over Eben's volgende stap voor Blackwell heeft. Cassie bemoeit zich met het voorval, dwingt Samuel zijn nieuws te onthullen en is verrast wanneer ze horen wat Eben wil laten verrijzen. Ondertussen is Diana gefrustreerd dat het houden van geheimen een barrière vormt tussen Grant en haar. Faye en Melissa gaan akkoord om Adam te helpen in het Boothuis en wensen in ruil hulp om hun liefdesleven te verbeteren. |           |                 |                                   |                   |                  |  |
| 19 | Crystal   | Omar Madha      | Micah Schraft                     | 19 april 2012     | 26 juli 2015     |  |
| Om zichzelf te beschermen van de heksenjagers gaan Jake, Cassie en Faye op zoek naar Jake's grootvader Royce zodat ze het Familiekristal kunnen vinden. Ze worden geconfronteerd met schrikwekkende theorieën over zestien jaar geleden. Ondertussen tracht Diana de balans te zoeken tussen het zoeken naar het kristal van de Glasers met Melissa en Adam met haar romantische leven met Grant. Die wil trouwens weten wat ze verbergt. Tezelfdertijd doet Callum een poging om opnieuw in Melissa's leven te komen. Charles en Jane bedenken een plan tegen Blackwell. |           |                 |                                   |                   |                  |  |
| 20 | Traitor   | Eagle Egilsson  | Roger Grant en Katie Wech         | 26 april 2012     | 2 augustus 2015  |  |
| Wanneer een kristal op een magische wijze gestolen wordt in het verlaten huis, besluit de Cirkel dat het de verrader was die voor Eben werkt. Jake belt voor een ontmoeting met Isaac om te zien of ze hem van kant kunnen veranderen, maar Cassie's losse grip op haar duistere macht bedreigt die plannen. Het leidt hen uiteindelijk naar de verrader op de "Griezeligste Plek op Aarde". Ondertussen werken Faye en Jake tezamen om Dawn's kristal te stelen, vormen Melissa en Adam een team en ontdekken een nieuwe magische truc en een gefrustreerde Diana vraagt Charles voor hulp. |           |                 |                                   |                   |                  |  |
| 21 | Prom      | Alex Zakrzewski | Holly Henderson en Don Whitehead  | 3 mei 2012        | 9 augustus 2015  |  |
| Het is de nacht van het Schoolbal in Chance Harbor en nadat Adam een kristal ontmantelt in de school, vertelt Blackwell aan Cassie dat ze haar duistere magie kan gebruiken om het te vinden. Wanneer Cassie dit advies volgt, leidt dit tot een gevaarlijke ontdekking. Ondertussen nodigt Faye Jake uit om met haar naar het bal te gaan, ondanks het feit dat hij haar twee jaar geleden liet zitten. Adam, Diana, Cassie en Melissa komen uiteindelijk op het Bal, maar wanneer ze het kristal verliezen door Eben, komen ze in een leven-of-doodsituatie terecht. Ondertussen probeert Dawn Blackwell te stoppen, want die heeft een dodelijke spreuk over Charles uitgesproken.                                                                                        |           |                 |                                   |                   |                  |  |
| 22 | Family    | Dave Barrett    | Andrew Miller en Andrea Newman    | 10 mei 2012       | 16 augustus 2015 |  |
| Nadat Faye is aangevallen door heksenjagers, gaan Jake, Melissa en Adam eropuit om haar te redden. Blackwell vertelt Cassie en Diana de enige manier om de heksenjagers te stoppen: hun Blacoin bloed gebruiken om de Kristallen Schedel vrij te laten. Diana is terugwijzend, maar Cassie overtuigt haar dat het de enige manier is om hun vriendin te redden. Maar ze zullen hun duistere magie moeten aanroeren om het te doen. Het geeft ook de mysterieuze magische kracht van de solomagie aan de Cirkel terug. Ondertussen worden Dawn en Charles geconfronteerd met een nieuwe manier om hun kracht terug te krijgen... maar tegen een hoge prijs. |           |                 |                                   |                   |                  |  |

## Ontwikkeling
Op 28 oktober 2010 kondigde LJ Smith aan dat de serie in aanmerking kwam als een tv-serie voor The CW. Op 8 februari 2011 pakte The CW The Secret Circle op met de nu bevestigde Dawson's Creek-maker en The Vampire Diaries co-creator/executieve producer Kevin Williamson. Hij vertelde echter aan The CW dat The Vampire Diaries spin-offserie waaraan hij werkt nu in de wacht werd gezet om zich te richten op The Secret Circle. Williamson werkte aan een origineel script geschreven door Andrew Miller, de maker van de Emmy-genomineerde web serie Imaginary Bitches, waarbij de schrijverskrediet gedeeld wordt door beide mannen. Op 16 februari 2011 boekte The Secret Circle Liz Friedlander als regisseur van de pilootaflevering. Friedlander regisseerde ook afleveringen van The Vampire Diaries, Pretty Little Liars, 90210 en One Tree Hill.
Op 12 oktober 2011 bestelde The CW een volledig seizoen van tweeëntwintig afleveringen. Op 11 mei 2012 annuleerde The CW de serie.

## Ontvangst

### Kritische ontvangst
De pilootaflevering is met gemengde beoordelingen ontvangen, op Metacritic gaf men een score van 55 uit 100 op basis van 20 critici. Lloyd Roberts van de Los Angeles Times dacht dat de pilootaflevering "prachtig vormgegeven was; effectief in de verwachte manieren op een manier die maakt dat je vergeet je ze verwacht." Hij schreef toen "Directeur Liz Friedlander streeft niet alleen naar griezeligheid maar ook een trillend gevoel van schoonheid dat de verhoogde gevoeligheden en hair-trigger-gevoeligheden van de adolescentie weerspiegelt" en waardeerde de acteurs "die goed zijn om naar te kijken, maar brengen ook een beetje ziel in hun rol. "
Phoebe Tonkins opvoering van haar personage Faye werd goed ontvangen door critici; ze werd gekenmerkt op Variety lijst als een van de nieuwe gezichten om naar te kijken en uitgeroepen tot een van de 2011 Breakout TV Stars van E! Online.

### Prijzen en nominaties
| Jaar | Prijs                    | Categorie                             | Ontvangers en genomineerden | Uitkomst    |
| ---- | ------------------------ | ------------------------------------- | --------------------------- | ----------- |
| 2011 | E! Golden Tater Awards   | New Fall Show You're Most Excited For | The Secret Circle           | Genomineerd |
| 2011 | TV.com's Best of 2011    | Best New Series                       | The Secret Circle           | Genomineerd |
| 2011 | TV.com's Best of 2011    | Best Sci-Fi or Fantasy                | The Secret Circle           | Genomineerd |
| 2012 | People's Choice Awards   | Favorite New TV Drama                 | The Secret Circle           | Genomineerd |
| 2012 | Saturn Awards            | Best Youth-Oriented Television Series | The Secret Circle           | Genomineerd |
| 2012 | PAAFTJ Television Awards | Best Main Title Theme Music           | The Secret Circle           | Genomineerd |

## Annulering en fancampagne
Op 11 mei 2012 annuleerde de CW de serie, ondanks het feit dat het de derde meest gewaardeerde serie van het netwerk was. Na de annulering van de show werd er een formele fan-geleide campagnewebsite getiteld 'Save The Circle' gelanceerd. Een brievencampagne gericht op de CW, was bedoeld om de CW aan te moedigen opnieuw het terugbrengen van de show te overwegen het terugbrengen voor een midseizoensplaats. Campagnes werden ook gelanceerd naar andere tv-netwerken, waarvan de doelgroep overeenkwam met die van The CW - MTV, ABC Family, en SyFy. Individuele fans doneerden 1 à 10 dollar aan de Make a Wish Foundation in de naam van MTV; dit was bedoeld om een goed doel te koppelen aan de campagne terwijl men de aandacht van MTV probeerde te krijgen. Uitvoerend producent van The Secret Circle, Andrew Miller, veilde een handgetekende poster van de cast van de show ter ondersteuning van de campagne. Uiteindelijk werd er ruim 7000 dollar opgehaald. De campagne gericht op ABC Family vroeg fans om geld te doneren aan een levering van 325.000 gouden plastic munten naar het hoofdkwartier van het netwerk. De munten waren symbolisch: een 'cloaking coin' die behoorde tot een van de personages, Adam Conants grootvader in de aflevering "Traitor". De metafoor was dat The CW de show 'verhulde' door te annuleren en fans wilden dat ABC Family de show 'uncloakte' door het op te pikken.
Een brievencampagne voor SyFy werd ook gelanceerd, maar uiteindelijk besloot de 'Save The Circle'-campagneleiders tegen het verdere nastreven van het netwerk te wijten aan budgettaire redenen. Na de aankondiging dat Warner Bros tevergeefs had deelgenomen aan gesprekken met ABC Family over het oppakken van de show en dat de serie zou niet worden verzonden naar een ander netwerk. Dus de campagnes gericht op mogelijke netwerken voor een pick-up werden stopgezet. Niettemin, een nieuwe campagne, gericht op Warner Bros, werd gelanceerd naar aanleiding van de aankondiging dat de serie niet zou worden uitgebracht op DVD of Blu-ray. Met ingang van september 2012 is The Secret Circle beschikbaar op Netflix voor onmiddellijke streaming. Een muziek-project werd gelanceerd met als doel het ontwikkelen en verspreiden van een volledig album van 10 fanliedjes die online beschikbaar is voor gratis download. Fans werden gevraagd om ofwel een audio-opname van zichzelf terwijl ze hun eigen nummers zingen ofwel teksten te sturen voor potentieel gebruik. verzoekschriften werden ook opgericht, in de hoop dat ze de serie terug zouden brengen. De drie belangrijkste campagnes samen, met ingang van 24 juni 2012, vergaarden dan 85.500 handtekeningen. Aangezien de show werd geannuleerd, hebben fans van de serie The Secret Circle verkozen tot "de show die het meest zal gemist worden" of "Meest Schokkende Annulering" in een aantal polls, waaronder E!, Clique Clack, Hypable, Spoiler TV, TV Fanatic, TV.com, en Zap2it.

## Internationale uitzendingen
| Land                   | Netwerk                   |
| ---------------------- | ------------------------- |
| Portugal               | TVSeries                  |
| Turkije                | CNBC-e                    |
| Argentinië             | Warner Channel            |
| Griekenland            | Star Channel              |
| Australië              | Fox8                      |
| België                 | VIJF                      |
| Bolivia                | Warner Channel            |
| Brazilië               | Warner Channel            |
| Canada                 | MuchMusic, Vrak.TV        |
| Chili                  | Warner Channel            |
| Colombia               | Warner Channel            |
| Costa Rica             | Warner Channel            |
| Tsjechië               | TV Nova                   |
| Dominicaanse Republiek | Warner Channel            |
| Ecuador                | Warner Channel            |
| El Salvador            | Warner Channel            |
| Frankrijk              | NT1                       |
| Duitsland              | SuperRTL                  |
| Guatemala              | Warner Channel            |
| Honduras               | Warner Channel            |
| Hongkong               | TVB                       |
| India                  | Zee Café                  |
| Ierland                | Sky Living                |
| Israël                 | Hot 3                     |
| Italië                 | Mya                       |
| Mexico                 | Warner Channel            |
| Maleisië               | 8TV                       |
| Nieuw-Zeeland          | TV2                       |
| Nicaragua              | Warner Channel            |
| Panama                 | Warner Channel            |
| Paraguay               | Warner Channel            |
| Peru                   | Warner Channel            |
| Filipijnen             | ETC                       |
| Sri Lanka              | Zee Café                  |
| Zweden                 | TV11                      |
| Verenigd Koninkrijk    | Sky Living                |
| Verenigde Staten       | The CW Television Network |
| Uruguay                | Warner Channel            |
| Venezuela              | Warner Channel            |
| Polen                  | AXN Spin HD               |
| Singapore              | Channel 5 MediaCorp       |
| Zuid-Afrika            | DStv                      |
| Saoudi-Arabië          | MBC4                      |